# Filip I al Macedoniei
Filip I al Macedoniei (în greacă: Φίλιππος Α' ὁ Μακεδών — [φίλος = prieten + ίππος =] cal) a fost unul dintre regii timpurii ai Macedoniei, un regat la nord de Grecia Antică. El a fost un membru al dinastiei argeade⁠(d) și fiul lui Argaeus I, devenind rege în 640 î.Hr., la moartea tatălui său.
Ca rege, Filip a fost remarcat ca fiind atât înțelept cât și curajos. El a rezistat invaziilor succesive ale ilirilor, dar a fost în cele din urmă ucis în luptă împotriva lor, lăsând coroana fiului său minor, Aeropus I.